# Guillermo Carrillo Arena
Guillermo Carrillo Arena (Ciudad de México, 4 de febrero de 1941-Ciudad de México, 17 de octubre de 2010) fue un arquitecto y político mexicano, miembro del Partido Revolucionario Institucional. Fue secretario de Desarrollo Urbano y Ecología entre 1985 y 1986 durante el gobierno de Miguel de la Madrid.

## Carrera profesional y política
Guillermo Carrillo Arena fue arquitecto egresado por la Escuela Nacional de Arquitectura de la Universidad Nacional Autónoma de México, inicialmente ejerció su profesión de forma privada, en 1965 fue nombrado director de Planeación del gobierno del entonces Territorio Federal de Baja California Sur, en donde fue además presidente de las Juntas Federales de Mejoras Materiales de La Paz, San José del Cabo y de Santa Rosalía; de 1967 ocupó el cargo de director general de Proyectos en la Comisión Constructora e Ingeniería Sanitaria de la Secretaría de Salubridad y Asistencia, en este cargo, le correspondería autorizar y supervisar la construcción de grandes conjuntos hospitalarios como el Hospital Juárez y el Centro Médico Nacional, que sufrieron graves daños en el terremoto de México de 1985 y por los que posteriormente sería señalado como responsable; de 1970 a 1976 fue Jefe de Proyectos del Instituto Mexicano del Seguro Social y de 1976 a 1978 subdirector técnico del Instituto del Fondo Nacional de la Vivienda para los Trabajadores (INFONAVIT) y de 1978 a 1981 fue director general del Fideicomiso Acapulco.

### Secretario de Desarrollo Urbano y Ecología
En 1982, durante la campaña de Miguel de la Madrid a la presidencia fue delegado general del PRI en Oaxaca y al asumir la presidencia De la Madrid se convierte en director general de Obras y Patrimonio Inmobiliario del Instituto Mexicano del Seguro Social, en 1985 es nombrado por De la Madrid titular de la Secretaría de Desarrollo Urbano y Ecología.
Mientras desempeñaba dicho cargo ocurrió el terremoto del 19 de septiembre de 1985 en la Ciudad de México que causó graves daños materiales y miles de muertos, en virtud de las atribuciones del cargo en que se encontraba le correspondió encabezar la Comisión Nacional de Reconstrucción, desde ese cargo comenzó a ser señalado por sus probables responsabilidades al autorizar los proyectos de construcción del Hospital Juárez y el Centro Médicos que se derrumbaron en el sismo y causaron cientos de muertes, aunque nunca fue oficialmente investigado por las mismas, además, comenzó a ser señalado por las organizaciones de damnificados —en particular por las del Edificio Nuevo León en Tlatelolco— por su trato despótico y por negarse a aceptar cualquier tipo de responsabilidad del gobierno en los derrumbes de inmuebles administrados por instituciones a su cargo como el Fondo Nacional de Habitaciones Populares (FONHAPO) encabezado por Roberto Eibenschutz Hartman;  en consecuencia ante las protestas en su contra fue separado de las negociaciones con los damnificados que pasaron a su subsecretario Gabino Fraga Mouret y que finalizó en su renuncia al cargo el 17 de febrero de 1986.
Tras su renuncia se dedicó al ejercicio privado de su profesión y nunca volvió a ocupar responsabilidades públicas, fue continuamente señalado como presunto responsable de la corrupción en las construcciones que se colapsaron en el terremoto pero nunca fue oficialmente investigado ni responsabilizado por las mismas. Falleció en la Ciudad de México el 17 de octubre de 2010.